# Podzdany
Podzdany – część wsi Tuczna w Polsce, położona w województwie lubelskim, w powiecie bialskim, w gminie Tuczna.
W latach 1975–1998 Podzdany należały administracyjnie do województwa bialskopodlaskiego.